# کروماتوگرافی کاغذی
کروماتوگرافی کاغذی یک روش تحلیلی است که برای جداسازی مواد یا ترکیبات شیمیایی رنگی استفاده می‌شود. در حال حاضر عمدتاً به عنوان یک ابزار آموزشی استفاده می‌شود و در آزمایشگاه‌ها با سایر روش‌های کروماتوگرافی مانند کروماتوگرافی لایه‌نازک (TLC) جایگزین شده‌است که در تشخیص زعفران اصل و تقلبی نیز کاربرد دارد.

## کاربردهای کروماتوگرافی کاغذی[۲]
- برای بررسی کنترل خلوص مواد دارویی،
- برای تشخیصمواد تقلبی (اضافه شده به خوراکی و آشامیدنی)
- شناسایی افزودنی‌های غیرمجاز در غذاها و نوشیدنی ها،
- برای مطالعه تخمیر و رسیدگی مواد،
- برای تشخیص مواد مخدر و مواد دوپینگ در حیوانات و انسان
- در آنالیز لوازم آرایشی
- آنالیز مخلوطهای درون واکنش در آزمایشگاه‌های بیوشیمیایی.

## مزایای کروماتوگرافی کاغذی
- ساده
- سریع
- کروماتوگرافی کاغذی به مواد بسیار کمتری نیاز دارد.
- کروماتوگرافی کاغذی در مقایسه با سایر روشهای کروماتوگرافی ارزانتر است.
- ترکیبات معدنی و آلی ناشناخته را میتوان با روش کروماتوگرافی کاغذی شناسایی کرد.
- کروماتوگرافی کاغذی در مقایسه با سایر روشها یا تجهیزات تحلیلی، فضای زیادی را اشغال نمی‌کند.
- قدرت تفکیک عالی

## محدودیت های کروماتوگرافی کاغذی
- مقدار زیادی از نمونه را نمیتوان روی کروماتوگرافی کاغذی بارگزاری کرد.
- در آنالیز کمی، کروماتوگرافی کاغذی موثر نیست.
- مخلوط پیچیده را نمیتوان با کروماتوگرافی کاغذی جدا کرد.
- دقت کمتری در مقایسه با HPLC یا HPTLC دارد.

## کتابشناسی - فهرست کتب
- Block, Richard J.; Durrum, Emmett L.; Zweig, Gunter (1955). A Manual of Paper Chromatography and Paper Electrophoresis. Elsevier. p. 4. ISBN 978-1-4832-7680-9 – via Google Books.